# Роджер Ховеденский

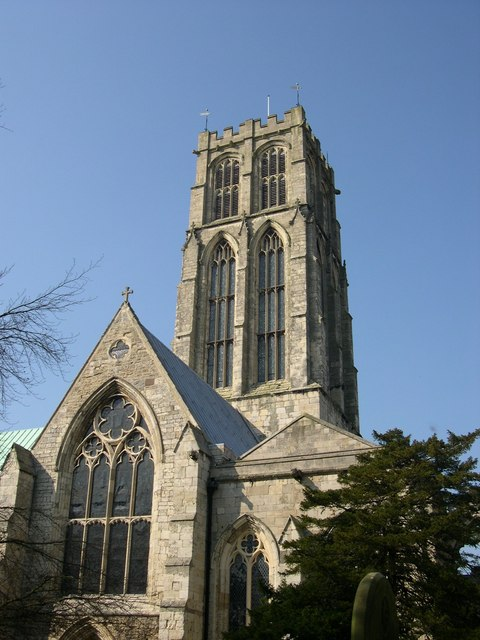
Кафедральный собор Св. Петра и Павла в Хоудене, XII—XIII вв.

Роджер Ховеденский, или Роджер из Ховедена (англ. Roger of Hoveden, лат. Rogerus Hovedenus; ум. 1201) — средневековый английский хронист, автор «Деяний Генриха II и короля Ричарда» (лат. Gesta Henrici II et Gesta Regis Ricardi) и «Хроники» (лат. Chronica), важных источников по истории Англии XII века. Вероятно, был священнослужителем, состоял на службе у короля Генриха II и периодически выполнял его дипломатические поручения.

## Жизнь и труды
О жизни Роджера Ховеденского практически ничего не известно до 1174 года, кроме того, что незадолго до этого он унаследовал приход своего отца, священника Роджера-старшего, в Хоудене, небольшом городке в Восточном Йоркшире, входившем в состав владений епископа Даремского. Очевидно, семья Роджера была достаточно богата, поскольку смогла дать сыну хорошее образование, позволившее ему занять видное место при дворе короля. Возможно, что в юности он посещал монастырскую школу в Дареме, а в 1170-е годы был доктором теологии в Оксфорде.
Первое упоминание Роджера Ховеденского в источниках относится к 1174 году, когда он сопровождал короля Генриха II во Францию для заключения мирного договора с Людовиком VII, а затем был отправлен с секретной миссией в Галлоуэй в юго-западной Шотландии, для переговоров с Утредом и Гилбертом, сыновьями принца Фергюса, с целью выяснения возможностей присоединения этого княжества к владениям английского короля. В 1175 году Роджер участвовал в переговорах между королём и представителями духовенства. Его повышенный интерес к церковной сфере и чудесам позволил исследователям сделать вывод, что он был священником. Это, однако, не мешало Роджеру выполнять и иные поручения короля: известно, например, что в 1189 году он служил разъездным судьёй по делам королевских лесов в Йоркшире, Камберленде и Нортумберленде.
Вероятно, в это время Роджер работал над своими «Деяниями Генриха II и короля Ричарда». Ранее авторство этой книги приписывалось Бенедикту, аббату Питерборо, который скопировал её для своей библиотеки. «Деяния…» представляют собой богатое фактическим материалом изложение истории правлений Генриха II и Ричарда Львиное Сердце в Англии, а также важнейших событий на континенте. Как дипломат и приближённый короля Роджер был хорошо информирован о событиях своего времени, кроме того, очевидно, он имел доступ к документам многих архивов. Некоторые из последних он включил в свою работу. Также он пользовался историческими сочинениями предшественников, в том числе анонимными «Деяниями Генриха II и деяниями короля Ричарда», не всегда на них ссылаясь. В своём труде он последовательно поддерживает сторону короля и практически не допускает личных оценок. Хронологически «Деяния…» охватывают период с 1169 года по 1201 год.
В 1190 году Роджер отправился вместе с королём Ричардом I в крестовый поход в Палестину. Вернулся он в 1191 году, покинув Святую землю в группе сопровождающих французского короля Филиппа II Августа. По возвращении, около 1192 года, Роджер начал работу над своей «Хроникой», общим обзором истории Англии с 732 по 1201 год.
Другим историческим трудом Роджера стала латинская «Хроника», в которой издатель и исследователь её учёный епископ Уильям Стаббс различал четыре части, исходя из хронологии и общности использованных автором источников. Первая из частей оканчивается 1148 годом, вторая — 1169-м, третья охватывает период с 1170 по 1191 год, и, наконец, четвертая — с 1192 по 1201 год.
Первая часть, охватывающая период с 732 по 1148 год, заимствована из так называемой «Истории после Беды» (лат. Historia Saxonum sive Anglorum post obitum), компиляции из работ Симеона Даремского и Генриха Хантингдонского, составленной около 1150 года в Дареме. События 1148—1170 годов представлены на основе «Мелроузской хроники» и доступных Роджеру писем и документов относительно конфликта между Генрихом II и Томасом Беккетом. Третья часть хроники, с 1170 по 1192 год, является переработкой вышеназванных «Деяний Генриха II и короля Ричарда» с добавлением некоторых новых документов. Наконец, для периода с 1192 по 1201 год хроника содержит оригинальную информацию и является независимым источником, очевидно, составленным Роджером как очевидцем описываемых событий.
Стиль Роджера Ховеденского обезличен, в его работах практически нет информации о личных отношениях или впечатлениях о государственных деятелях эпохи, с которыми автор, очевидно, имел достаточно тесный контакт. Хроника Роджера изобилует обширными цитатами из документов, а некоторые приведены полностью. В изложении автор строго придерживался хронологии, впрочем, не свободной от ошибок. В целом труды Роджера отличаются высокой точностью и достоверностью, но иногда содержат существенные ошибки в освещении событий, отдалённых по времени. В сравнении с другими английскими летописцами этого периода Роджер Ховеденский заметно более информирован как по внутрианглийским вопросам, так и по событиям на континенте. Особенно ценны материалы, касающиеся истории развития государственного права Англии. Хроника Роджера обрывается на 1201 годе, вероятно, в связи со смертью автора.
Сочинения Роджера Ховеденского пользовались популярностью у английских хронистов, в частности, в XIII веке ими пользовались Матвей Парижский, Роберт из Глостера, Уолтер из Ковентри и неизвестный по имени автор «Барнуэллской хроники».
Впервые «Хроника» Роджера Ховеденского, сохранившаяся, как минимум, в трёх рукописях XIII века из Британской библиотеки (Лондон) и Бодлианской библиотеки Оксфордского университета, была напечатана в 1596 году в Лондоне антикварием Генри Сэвилем в собрании «Историописателей Англии после Беды» (лат. Rerum Anglicarum Scriptores post Beda). Комментированный английский перевод её был выпущен в 1853 году в Лондоне в двух томах Генри Райли. Научное издание хроники Роджера Ховеденского в четырёх томах подготовлено было в 1868—1871 годах вышеназванным У. Стаббсом для «Rolls Series».

## Издания
- Роджер из Ховедена. «Хроника». Фрагменты // Матузова В. И. Английские средневековые источники IX—XIII вв. Тексты. Перевод. Комментарий. — М.: Наука, 1979. — С. 55-59. — (Древнейшие источники по истории народов СССР).

- The Annals of Roger de Hoveden, Comprising the History of England and of Other Countries of Europe from A.D. 732 to A.D. 1201. Translated from the Latin with Notes and Illustrations by Henry T. Riley. — Volumes I—II. — London: H.G. Bohn, 1853.
- Chronica magistri Rogeri de Houedene. Edited by William Stubbs. — Volumes I—IV. — London: Longmans, Green, Reader, and Dyer, 1868—1871.